# Валентиновский
Валентиновский (баш. Валентиновка) — деревня в Стерлитамакском районе Республики Башкортостан Российской Федерации. Входит в состав Подлесненского сельсовета. 

## География

### Географическое положение
Расстояние до:
- районного центра (Стерлитамак): 30 км,
- центра сельсовета (Подлесное): 11 км,
- ближайшей ж/д станции (Куганак): 3 км.

## История
До 19.11.2008 г. деревня входила в состав Талалаевского сельсовета.

## Население
| 2002 | 2009 | 2010 |
| ---- | ---- | ---- |
| 2    | ↘0   | →0   |

Национальный состав
Согласно переписи 2002 года, преобладающая национальность — русские (100 %).